# Primærrute 23
De Primærrute 23 is een hoofdweg in Denemarken. De weg loopt van Roskilde via Kalundborg naar Vejle. De Primærrute 23 loopt over het eiland Seeland en over het schiereiland Jutland en is ongeveer 99 kilometer lang. Tussen Seeland en Jutland is een veerverbinding.

## Holbækmotorvejen
Tussen Roskilde en Tølløse is de Primærrute 23 uitgebouwd tot autosnelweg, de Holbækmotorvejen. De Primærrute 23 is hier dubbelgenummerd met de Primærrute 21.

## Kalundborgmotorvejen
Er bestaat een plan de Primærrute 23 tussen Tølløse en Kalundborg om te bouwen tot de autosnelweg Kalundborgmotorvejen of Skovmotorvejen. Eventueel zou deze autosnelweg via het eiland Samsø doorgetrokken kunnen worden naar Aarhus, zodat er een snelle verbinding ontstaat tussen Kopenhagen en Aarhus.